# Les Métairies
Les Métairies település Franciaországban, Charente megyében. Lakosainak száma 714 fő (2022. január 1.). Les Métairies Chassors, Foussignac, Jarnac és Sigogne községekkel határos.

## Népesség
A település népességének változása:
| Lakosok száma | 318  | 416  | 533  | 501  | 669  | 712  | 727  | 716  | 720  | 714  |
|               | 1968 | 1982 | 1990 | 2006 | 2013 | 2015 | 2017 | 2019 | 2020 | 2022 |